# Saletas (Droma)
Salettes és un municipi francès situat al departament de la Droma i a la regió d'Alvèrnia-Roine-Alps. L'any 2007 tenia 123 habitants.

## Demografia

### Població
El 2007 la població de fet de Salettes era de 123 persones. Hi havia 56 famílies de les quals 16 eren unipersonals (8 homes vivint sols i 8 dones vivint soles), 20 parelles sense fills i 20 parelles amb fills.
La població ha evolucionat segons el següent gràfic:
Habitants censats

### Habitatges
El 2007 hi havia 73 habitatges, 52 eren l'habitatge principal de la família, 20 eren segones residències i 1 estava desocupat. 64 eren cases i 8 eren apartaments. Dels 52 habitatges principals, 39 estaven ocupats pels seus propietaris, 11 estaven llogats i ocupats pels llogaters i 2 estaven cedits a títol gratuït; 4 tenien dues cambres, 4 en tenien tres, 15 en tenien quatre i 29 en tenien cinc o més. 41 habitatges disposaven pel capbaix d'una plaça de pàrquing. A 22 habitatges hi havia un automòbil i a 25 n'hi havia dos o més.

### Piràmide de població
La piràmide de població per edats i sexe el 2009 era:
| Homes | Edats   | Dones |
| ----- | ------- | ----- |
| 0     | 95 o +  | 0     |
| 0     | 90 a 94 | 4     |
| 0     | 85 a 89 | 4     |
| 0     | 80 a 84 | 0     |
| 0     | 75 a 79 | 4     |
| 0     | 70 a 74 | 0     |
| 4     | 65 a 69 | 4     |
| 4     | 60 a 64 | 0     |
| 4     | 55 a 59 | 0     |
| 4     | 50 a 54 | 0     |
| 0     | 45 a 49 | 4     |
| 0     | 40 a 44 | 4     |
| 0     | 35 a 39 | 0     |
| 8     | 30 a 34 | 0     |
| 4     | 25 a 29 | 4     |
| 0     | 20 a 24 | 0     |
| 0     | 15 a 19 | 0     |
| 0     | 10 a 14 | 8     |
| 4     | 5 a 9   | 0     |
| 4     | 0 a 4   | 4     |

## Economia
El 2007 la població en edat de treballar era de 75 persones, 63 eren actives i 12 eren inactives. De les 63 persones actives 59 estaven ocupades (36 homes i 23 dones) i 4 estaven aturades (4 dones i 4 dones). De les 12 persones inactives 7 estaven jubilades i 5 estaven estudiant.

### Ingressos
El 2009 a Salettes hi havia 51 unitats fiscals que integraven 123 persones, la mediana anual d'ingressos fiscals per persona era de 17.776 €.

### Activitats econòmiques
Dels 5 establiments que hi havia el 2007, 1 era d'una empresa de fabricació d'altres productes industrials, 1 d'una empresa de comerç i reparació d'automòbils i 3 d'empreses de serveis.
L'únic servei als particulars que hi havia el 2009 era una agència immobiliària.
L'any 2000 a Salettes hi havia 5 explotacions agrícoles que ocupaven un total de 510 hectàrees.

## Poblacions més properes
El següent diagrama mostra les poblacions més properes.